# Duy Trinh
Duy Trinh là một xã thuộc huyện Duy Xuyên, tỉnh Quảng Nam, Việt Nam.
Xã Duy Trinh có diện tích 20,35 km², dân số năm 2019 là 7.818 người, mật độ dân số đạt 384 người/km².